# Clair Engle
Clair Engle (Bakersfield, 1911. szeptember 21. – Washington, 1964. július 30.) az Amerikai Egyesült Államok szenátora (Kalifornia, 1959–1964).